# ماركو أنطونيو فيلا
ماركو أنطونيو فيلا (بالبرتغالية: Marco Antonio Villa‏) هو مؤرخ برازيلي، ولد في 25 مايو 1955 في ساو جوزية دو ريو بريتو في البرازيل.